# Пьедекуэста
Пьедекуэста (исп. Piedecuesta) — город и муниципалитет в Колумбии в составе департамента Сантандер, располагается в непосредственной близости от столицы департамента Букараманги. Главной достопримечательностью города служит огромная статуя Богоматери Кантера, установленной на одноимённом холме.

## Географическое положение
Город расположен в департаменте Сантандер в долине Рио-де-Оро. Абсолютная высота — 1 005 метров над уровнем моря.

Площадь муниципалитета составляет 380 км².

## Население
По данным Национального административного департамента статистики Колумбии, совокупная численность населения города и муниципалитета в 2012 году составляла 139 146 человек.
Динамика численности населения города по годам:
| 2005    | 2006    | 2007    | 2008    | 2009    | 2010    | 2011    | 2012    |
| ------- | ------- | ------- | ------- | ------- | ------- | ------- | ------- |
| 117 364 | 120 364 | 123 371 | 126 439 | 129 532 | 132 680 | 135 899 | 139 146 |

Согласно данным переписи 2005 года мужчины составляли 48,5 % от населения города, женщины — соответственно 51,5 %. В расовом отношении белые и метисы составляли 99,0 % от населения города; негры — 1,0 %..
Уровень грамотности среди населения старше 5 лет составлял 93,0 %.